# Фессалонікське королівство
40°38′00″ пн. ш. 22°57′00″ сх. д. / 40.633333333333° пн. ш. 22.95° сх. д.
Солунське королівство, Фессалоніцьке королівство (грец. Βασίλειο της Θεσσαλονίκης) — одна з держав хрестоносців, що були утворені на території Візантійської імперії після Четвертого хрестового походу 1204 року. Засноване головою хрестоносців Боніфацієм Монферратським і розташовувалось на півночі сучасної Греції. Центром королівства було місто Салоніки (Солунь).

## Територія королівства
Територія королівства знаходилася на півночі сучасної Греції і приблизно охоплювала сучасні грецькі провінції (периферії) — Центральна Македонія, Східна Македонія, Фракія, Фессалія і частину Центральної Греції. Південний кордон проходив по долині річки Сперхіос і відділяла Солунське королівство від його васала — Афінського герцогства. На заході гори Піндос відділяли королівство від його постійного суперника — Епірського деспотату. На півночі, де кордони королівства відповідали сучасним грецьким кордонам, воно межувало з Болгарським царством. На сході його сусідом була Латинська імперія Константинополя, васалом якої вважалося королівство. Західні та північні кордони не відрізнялися стабільністю через постійні конфлікти з Епірським деспотатом та Болгарським царством.

## Історія
Засновником Королівства Фессалоніки є голова Четвертого хрестового походу Боніфацій Монферратський. Він сподівався, що саме він стане новим латинським імператором Константинополя після захоплення його хрестоносцями, але проти цього виступили венеційці, які сподівалися отримати підконтрольного собі імператора і недовіряли маркграфу Монферратському через його зв'язки з візантійською імператорською династією Ангелів (його брат Конрад Монферратський був одружений з сестрою імператора Олексія ІІІ Феодорою). Імператором став Балдуїн Фландрський, але Боніфацій Монферратський неохоче погодився з цим рішенням учасників хрестового походу і задля збереження миру їм з Балдуїном І довелося укласти спеціальний договір. Ще в 1204 році Боніфацій захопив Фессалоніки і згідно з його планом вони мали стати центром незалежного королівства, але на це місто також пред'являв права імператор Балдуїн І, що, якраз тоді мав віддати Крит венеційцям. Також відомо, що Боніфацій намагаючись заволодіти Фессалоніками опирався на те, що його брат Реньє Монферратський був одружений із дочкою імператора Мануїла Комніна — Марією, приданим якої начебто були Фессалоніки. Боротьба між латинським імператором та маркграфом Монферратським закінчилася тим, що за Боніфацієм залишилися Фессалоніки, та він мав визнати васальну залежність від Латинської імперії. Боніфацій Монферратський так ніколи і не використовував титулу «короля».
Після залагодження свого конфлікту з імператором Балдуїном Фландрським Боніфацій Монферратський направив свої завоювання на південь, у внутрішню частину Греції. Поступово він розбивав залишки візантійських військ. Найбільший спротив йому чинив візантійський магнат Лев Сгур, який володів Коринфом та Навплією і також боровся за Афіни. Боніфацій захопив у 1204 Афіни, а в 1204—1205 його війська брали участь у захопленні Пелепоннесу і, відповідно, були засновані Афінське герцогство та Ахейське князівство. Така тактика створила навколо королівства кільце васальних держав, хоча все ще продовжувався спротив візантійців на чолі з Лео Сгуром, що знаходився у Коринфі разом з колишнім імператором Олексієм ІІІ (його дочка Євдокія була дружиною Лео Сгура). Боніфацій Монферратський захопив Неґропонт (Евбею) і, пізніше, почав облогу Коринфа та Навплія. Але облога затягнулась і через повстання 1205 у Фессалоніках він був вимушений повернутися, щоб придушити його. В цей же час імператор Балдуїн І був переможений болгарським царем Йоаном Калояном у битві при Адріанополі.
Правління Боніфація Монферратського продовжувалось приблизно 3 роки, коли він був вбитий із засідки влаштованої царем Калояном 4 вересня 1207. Королем став його син Деметрій, що був ще дитиною і в королівстві почалася боротьба за владу між двома гуппами баронів. Одна група, яка складалась восновному з баронів ломбардського походження, намагалась вийти з-під залежності від Латинської імперії, підтримуючи кандидатуру маркграфа Вільгельма IV Монферратського та була переможена імператором Генріхом І Фландрським. Наслідком цього стало те, що регентом при малолітньому королі був призначений Євстахій Фландрський а в усіх фортецях були поставлені гарнізони латинського імператора Константинопольського.
В цій ситуації невизначеності деспот Епіру Михаїл I Ангел намагався захопити частину земель королівства в 1210. Також до цієї експансії приєдналося Болгарське царство, що межувало з королівством на півночі. Але цей наступ вдалося втримати, хоча Михаїлу І вдалося захопити Західну Фессалію, відрізавши Солунське королівство від іншої частини Греції.
Наступник Михаїла І Феодор I Ангел продовжив політику брата і почав напади на територію Фессалонікійського королівства в 1215 році. Протягом 9 років, з 1215 по 1224 рр., йому вдавалося захоплювати дедалі більше земель королівства. У 1217 році він взяв у полон латинського імператора Петра І, що повертався після невдалої спроби захопити епірський порт Дураццо (тепер Дуррес в Албанії) і регент імперії Конон Бетюнський, що правив до 1221 року не зміг надати військову допомогу королівству проти Епірського деспотату.
У 1222 році вдова Боніфація Монферратського разом із сином — королем Деметрієм втекли до Італії, до родових володінь Монферратського дому. Папа Гонорій III оголосив хрестовий похід, основною ціллю якого було повернення земель королівства та захист його від зазіхань Епірського деспотату. Але проголошення хрестового походу було зустрінуто в Європі без ентузіазму і Вільгельм VIII Монферратський, що очолював цей похід зміг зібрати лише невелику кількість лицарів. Військо прибуло надто пізно, щоб якось допомогти вже обложеним Фессалонікам. Взяття міста Феодором Ангелом 1224 року було закінченням існування Фессалонікійського королівства. В цей же час хрестоносцям вдалось просунутись вглиб території, до Алміроса, де більша частина з них (в тому числі і Вільгельм Монферратський) загинули від епідемії.

## Культура
За коротку історію існування в Королівстві Фессалонікійському не встигла сформуватись якась особлива культура. Але завдяки заступництву місцевої династії велику роль у ньому грало мистецтво трубадурів. Відомим заступником трубадурів був перший правитель королівства Боніфацій Монферратський. Багато з них були його соратниками в Четвертому хрестовому поході і продовжили службу після розподілу візантійських земель. Найвідомішим серед них і найзначнішим трубадуром латинської Греції був Раймбаут Вакейрасський. Він почав свою службу маркграфові ще в Монферраті, де став його другом. Маючи незнатне походження (він був жонглером у Гуго де Бо, брата Гійома IV, принца Оранського) він завдяки своїм талантам та дружбі з Боніфацієм був посвячений в лицарі в 1194. Під час хрестового походу він вирушив разом із своїм сеньйором і заслужив собі славу найкращого трубадура. В його творчості представлені практично всі жанри трубадурського мистецтва: кансони, естампіди, віршовані послання та ін. Скоріш за все він загинув разом з Боніфацієм Монферратським в 1207 році.
Після смерті маркграфа Боніфація Монферратського, коли розгорнулась боротьба за владу між двома угрупуваннями баронів, їх позиції також виражали трубадури, що належали до тієї чи іншої партії. Найвідомішим серед трубадурів, що виражали інтереси партії ломбардських баронів був Еліас Кайрель. Він походив із Сарлату (Перигор, Франція) і займався декількома видами ремесел, поки не став жонглером. Кайрель став наближеним до Боніфація ще до Четвертого хрестового походу і направився разом із ним на завоювання Греції. Прославився складанням кансон та музики до них. Після невдалих переговорів з Вільгельмом IV Монферратським, щодо зайняття ним королівського престолу, що вела партія ломбардських баронів, Еліас Кайрель направив маркграфові Монферратському сирвенту, в якій звинувачував того в боягузстві, зраді друзів і т. д. Після придушення латинським імператором Геніхом Фландрським повстання баронів він повернувся до Італії, а потім до рідного Сарлату. Де і помер після 1225. Іншим відомим трубадуром при Фессалонікійському дворі був Гійом де Салонік
Покровителькою трубадурів була і дочка Боніфація Монферратського — Беатріса.

## Солунські королі
| Правління | Ім'я |
| --------- | --- |
| 1204-1207 | Боніфацій Монферратський |
| 1207-1227 | Деметрій Монферратський регенти: - граф Бландре (1207—1209) - Євстахій Фландрський (1209—1216) - невідомий регент (1216—1224) |

| Титулярні королі Фессалонікійські | Претенденти та титулярні королі зі Старшого Бургундського дому |
| --------------------------------- | -------------------------------------------------------------- |

| Правління | Ім'я                                             | Правління | Ім'я                                                                                      |
| --------- | ------------------------------------------------ | --------- | ----------------------------------------------------------------------------------------- |
| 1225-1230 | Деметрій Монферратський                          |           |                                                                                           |
| 1230-1239 | Фрідріх ІІ, імператор Священної Римської імперії |           |                                                                                           |
| 1239-1253 | Боніфацій III Монферратський                     |           |                                                                                           |
| 1253-1284 | Вільгельм IX Монферратський                      | 1266-1271 | Гуго IV Бургундський                                                                      |
|           |                                                  | 1271-1305 | Роберт ІІ Бургундський з 1284 загальновизнаний титулярний король                          |
|           |                                                  | 1305-1313 | Гуго V Бургундський                                                                       |
|           |                                                  | 1313-1316 | Людовик Бургундський                                                                      |
|           |                                                  | 1316-1321 | Одо IV Бургундський продав свої права на Королівство Фессалоніки Філіппу І Тарентійському |

| У 1224, деспот Епіру Феодор І Ангел захоплює Фессалоніки і Деметрій Монферратський тікає в Італію, де і помирає. Феодор І засновує Фессалонікійську імперію. |

## Виноски
1. ↑  Хроніка Робера де Торін'ї, рік 1179
2. ↑  Жоффруа де Віллардуен: Завоювання Константинополя, розділи 298—299
3. ↑  Згідно з повідомленням Нікіти Хоніата імператора Балдуїна відвезли до Тирново в Болгарії (Нікіта Хоніат: Історія, книга 9, § 17). Довго вважалося, що він був вбитий царем Калояном у припадку гніву. Болгарська дослідниця Г. Цанкова-Петкова пов'язує загибель імператора з повстанням проти цара Калояна 1205-поч.1206 у Філіппополі. Начебто Балдуїн був запідозрений у участі в ньому і був страчений.
4. ↑  Жоффруа де Віллардуен: Завоювання Константинополя, розділи 498—499
5. ↑  Культура Візантії: ХІІІ-первая половина XV в., М., 1991, ст. 164